# Université de Calgary
L’Université de Calgary (en anglais, University of Calgary : UofC) est une université canadienne située à Calgary, en Alberta. Elle a été fondée en 1966 et compte 28 000 étudiants en 2010.

## Portrait académique
L'Université de Calgary compte approximativement 23 500 étudiants à temps plein et 4 500 à temps partiel.
Elle comprend plus de 30 instituts de recherche, 53 départements et 17 facultés, dont l'école médicale, la faculté de droit, la Haskayne School of Business, la Schulich School of Engineering et, en 2007, la faculté de médecine vétérinaire.

## Programmes
L'Université de Calgary propose 150 programmes d'études supérieures et décerne des licences, des masters et des doctorats (Ph.D). Le campus de l'Université à une superficie de 2,13 km2 et héberge, au total, 16 facultés, 53 départements et plus de 30 centres et instituts de recherche. Les facultés les plus renommées sont la Haskayne School of Business, la Schulich School of Engineering, la medical school (MD), la law school (LLB), et l'école vétérinaire qui a ouvert ses portes en 2008. L'Université de Calgary emploie au total, 1 917 personnes à temps plein.
L'Université a 16 facultés (17 avec l'école de vétérinaire) :
- Faculté de communication et culture
- Éducation continue
- Faculté d'éducation
- Faculté de design environnemental
- Faculté des beaux-arts
- Faculté of Graduate Studies
- Haskayne School of Business
- Faculté de lettres
- Faculté de kinésiologie
- Faculté de droit
- Faculté de médecine
- Faculté d'infirmerie
- Schulich School of Engineering
- Faculté des sciences
- Faculté de sciences sociales
- Faculté de travail social
- Faculté de médecine vétérinaire

## Classement
L'Université de Calgary est classée entre le 151e et le 200e rang dans le Classement académique des universités mondiales par l'université Jiao Tong de Shanghai. Cette dernière lui donne un rang régional (continent américain) de 76-98. C'est la sixième université canadienne.
Webometrics University Rankings classe l'Université de Calgary en 56e place sur le continent Nord-américain et 62e dans le monde. Elle est classée 5e au Canada par ce classement.
Research Infosource qui classe les 50 premiers centres de recherche au Canada, place l'Université de Calgary en 7e position.

## Infrastructures sportives
L'université est représentée dans la Association sportive universitaire de l'Ouest canadien une conférence du Sport interuniversitaire canadien et dans la Conférence Athlétique des Colleges d'Alberta par les Dinos de Calgary. Le campus abrite un anneau olympique, l'Olympic Oval, une patinoire multi-disciplinaire qui accueillit les Jeux Olympiques de 1988 et qui est réputée pour être "la plus rapide au monde". L'Université possède e une piste ovale de 400 m de long track, ainsi qu'une piste de short track. Le campus héberge aussi le Jack Simpson Gymnasium, l'Aréna olympique Père David Bauer (2 patinoires de hockey sur glace) et le McMahon Stadium, domicile des Dinos et des Calgary Stampeders. Les Dinos sont impliqués dans 12 sports: Basket-ball, Cross-Country, Rugby, Hockey sur gazon, Football américain, Golf, Hockey féminin, Football, Natation, Tennis, Athlétisme, Volleyball, et Lutte.

## Les résidences

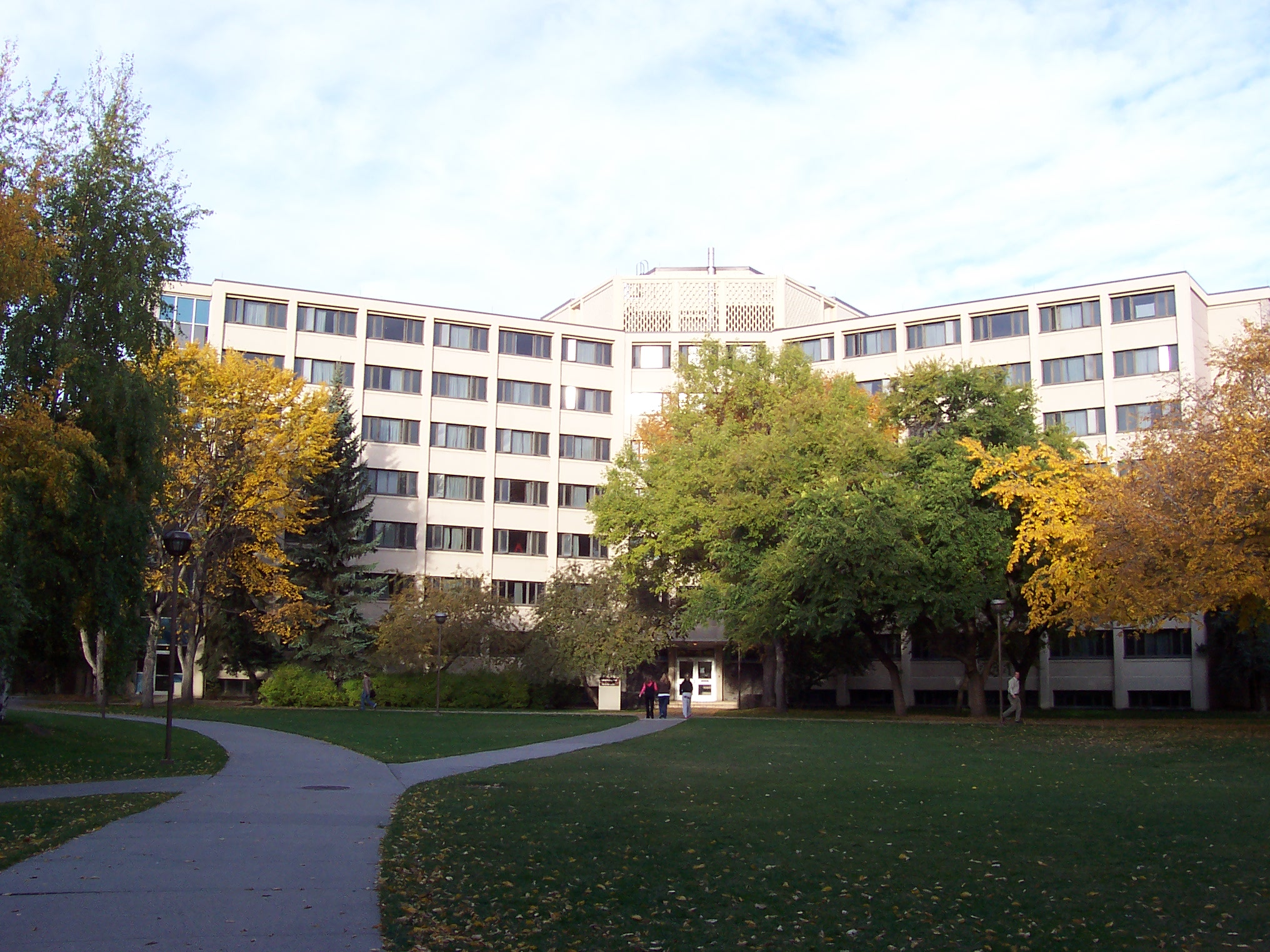
Kananaskis Hall

Les résidences sur le campus peuvent héberger jusqu'à 1 500 étudiants, réparties sur huit bâtiments, dont les noms proviennent de monts dans les Rocheuses. Les deux bâtiments "traditionnels" sur le campus sont Rundle Hall et Kananaskis Hall, ils furent construits dans les années 1960, quand l'Université emménagea sur le campus. Cinq bâtiments plus récents ont été construits depuis Glacier, Olympus, Norquay, Brewster, et Castle Halls construits avant les Jeux olympiques d'hiver de 1988 en tant que Village olympique, pour l'occasion. Cependant, chacun de ces bâtiments sont beaucoup plus petits que les résidences traditionnelles, n'ayant qu'un ou deux étages (avec entre 10 et 30 étudiants par étages). Le bâtiment le plus récent, Cascade Hall, est très différents des autres résidences quant à sa conception, comptant cinq étages, ce qui fait d'elle la troisième plus grande résidence, ses étages sont beaucoup plus vastes. Mis à part cette différence, les six dernières résidences furent conçues sur le type d'"appartements" avec un couloir principal débouchant sur des appartements de 4 personnes maximum. Cela contraste avec les résidences traditionnelles construites autour de trois couloirs séparés, chacun reliant des chambres de 2 personnes maximum, avec une salle commune au centre de chaque étage.
Un nouveau bâtiment fut construit en 2009 près de l'Olympic Oval ; les trois premiers niveaux forment le Global Village, où étudiants internationaux côtoient étudiants canadiens, et les autres niveaux font partie de l'hôtel Alma. À la rentrée 2015, Crowsnest, un nouveau bâtiment spécifiquement pour les étudiants en Master ou Doctorat, a ouvert ses portes au nord du campus.

## Diplômés notables
- Stephen Harper, M.A. en économie, 1991. Premier ministre du Canada depuis 2006.
- James Gosling, inventeur du langage de programmation Java.
- Robert Thirsk, astronaute de l'Agence spatiale canadienne et de la NASA, pour le programme de l'ISS.
- Linda Taylor (avocate), Directrice du Bureau de l'Administration de Justice aux Nations unies [3],[4]
- Derek Beaulieu, écrivain
- Marc Zender, anthropologue, mayaniste

## Enseignants liés
- Christian Bök, auteur de l'avant garde poétique
- Derek Beaulieu, écrivain
- Rachel Zolf
- Alfred Carrothers, président de l'université de 1969 à 1974